# Bathyraja longicauda
Bathyraja longicauda е вид хрущялна риба от семейство Arhynchobatidae.

## Разпространение и местообитание
Видът е разпространен в Перу и Чили.
Среща се на дълбочина около 275 m.